# Schwanenstadt
Schwanenstadt osztrák város Felső-Ausztria Vöcklabrucki járásában. 2018 januárjában 4264 lakosa volt.

## Elhelyezkedése

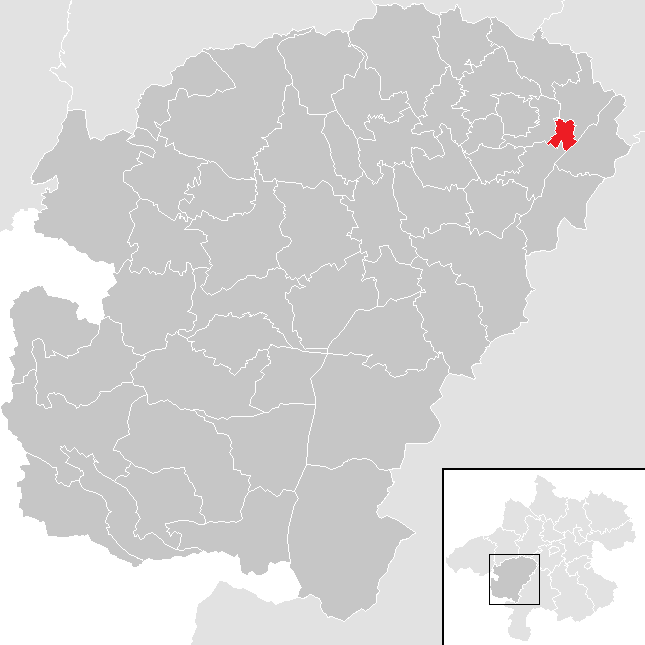
Schwanenstadt a Vöcklabrucki járásban

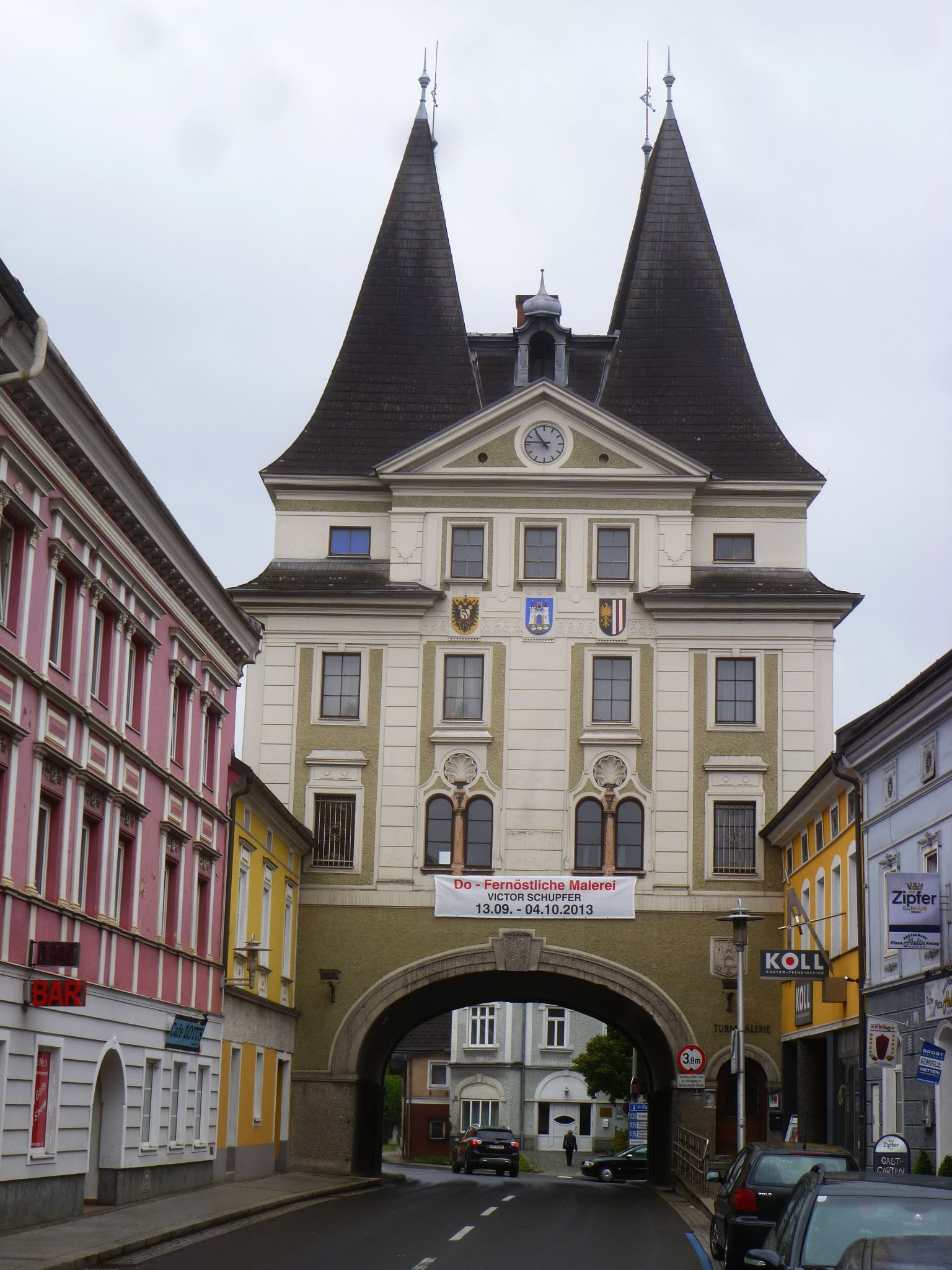
A Várostorony

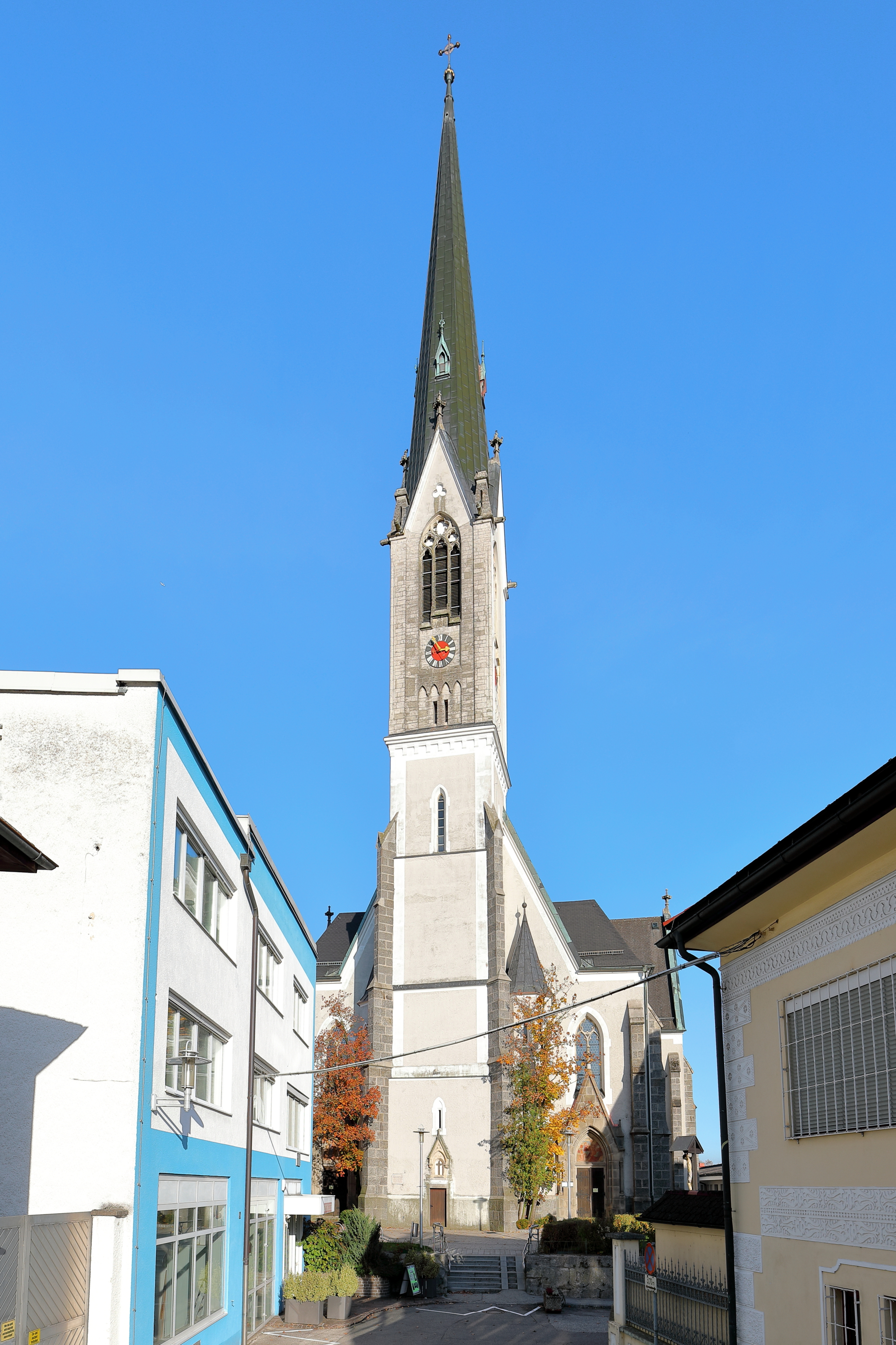
A Szt. Mihály-plébániatemplom

Schwanenstadt Felső-Ausztria Hausruckviertel régiójában fekszik az Ager folyó bal partján. Területének 3,7%-a erdő, 44,4% áll mezőgazdasági művelés alatt. 
A környező önkormányzatok: északkeletre Schlatt, délkeletre Rüstorf, délnyugatra Redlham, északnyugatra Oberndorf bei Schwanenstadt.

## Története
Az ókorban egy Tergolape nevű kis kelta település állt a mai városközpont közelében. A [Római Birodalom]] időszakban a Ovilava (Wels) – Juvavum (Salzburg) útvonalon fekvő helységben lóváltó és pihenőállomást létesítettek. 
Schwanenstadt első írásos említése 788-ból származik Suanaseo formában. Területe eredetileg a Bajor Hercegség keleti határvidékén feküdt, a 12. században került át Ausztriához. 1361-ben már mint Schwans mezővárosként hivatkoznak rá. Az Osztrák Hercegség 1490-es felosztásakor Schwans az Enns fölötti Ausztria része lett. 1627-ben Adam von Herberstorff gróf 125 ezer guldenért megvásárolta a település fölötti hűbérúri jogokat, városi jogokat szerzett számára és a maira változtatta a nevét. A következő évszázadokban Schwanenstadt fokozatosan gazdasági, kulturális és közoktatási központtá fejlődött. 
A napóleoni háborúk során a várost több alkalommal megszállták.
A köztársaság 1918-as megalakulásakor Schwanenstadtot Felső-Ausztria tartományhoz sorolták. Miután Ausztria 1938-ban csatlakozott a Német Birodalomhoz, az Oberdonaui gau része lett; a második világháború után visszakerült Felső-Ausztriához.

## Lakosság
A schwanenstadti önkormányzat területén 2018 januárjában 4264 fő élt. A lakosságszám 1971 után csökkenésnek indult, 2011 óta ismét gyarapszik. 2016-ban a helybeliek 80,9%-a volt osztrák állampolgár; a külföldiek közül 1,4% a régi (2004 előtti), 6,5% az új EU-tagállamokból érkezett. 8,6% a volt Jugoszlávia (Szlovénia és Horvátország nélkül) vagy Törökország, 2,7% egyéb országok polgára. 2001-ben a lakosok 69,6%-a római katolikusnak, 8,5% evangélikusnak, 2,2% ortodoxnak, 11% muzulmánnak, 6,6% pedig felekezeten kívülinek vallotta magát. Ugyanekkor 34 magyar élt a városban. A legnagyobb nemzetiségi csoportokat a németek (82,7%) mellett a horvátok (5%), a bosnyákok (3,6%), a törökök (2,8%) és a szerbek (2,4%) alkották.

## Látnivalók
- a várostörténeti múzeum a Pausinger-villában kapott helyet. Kertjében az 1970-es években kora középkori bajor temetőt tártak fel.
- a főtéren számos barokk és reneszánsz homlokzatú polgárház látható.
- Schwanenstadt jelképe a főtér nyugati végén található Várostorony (Stadtturm). Az épületben galéria látogatható
- a városháza és árkádos belső udvara
- az evangélikus templom
- a Szt. Mihály-plébániatemplom 1902-ben épült neogótikus stílusban. Tornya 78 m magas.
- a kálváriatemplom és korlátozottan látogatható betlehemje
- a pünkösdi lóvásár a főtéren

## Híres schwanenstadtiak
- Ignaz Parhammer (1715–1786) jezsuita pedagógus
- Franz Xaver Süßmayr (1766–1803) zeneszerző, ő fejezte be Wolfgang Amadeus Mozart Requiemjét
- Peter Ablinger (1959–) zeneszerző

## Fordítás
- Ez a szócikk részben vagy egészben  a   Schwanenstadt című német Wikipédia-szócikk ezen változatának fordításán alapul.  Az eredeti cikk szerkesztőit annak laptörténete sorolja fel. Ez a jelzés csupán a megfogalmazás eredetét és a szerzői jogokat jelzi, nem szolgál a cikkben szereplő információk forrásmegjelöléseként.